# تسرنا گلاوا
تسرنا گلاوا (به صربی: Crna Glava) یک منطقهٔ مسکونی در صربستان است که در Raška واقع شده‌است. تسرنا گلاوا ۲۴۶ نفر جمعیت دارد و ۲٬۱۳۹ متر بالاتر از سطح دریا واقع شده‌است.